# Vitsjö gård

Huvudbyggnad från sent 1700-tal alternativt tidigt 1800-tal.

Vitsjö gård är en gård i Estuna socken, Norrtälje kommun.
Strax väster om Estuna kyrka ligger Vitsjö gård (in Huitasyo 1409). Under mitten av 1500-talet (1566) bestod Vitsjö av 1 skatte- och 3 kyrkohemman. Väster om vägen på en moränrygg finns ett gravfält från yngre järnåldern bestående av 37 fornlämningar som utgörs av högar och runda stensättningar. Bebyggelsen ligger i höjdläge omgiven av åkermark och utgörs dels av boningshus vid gravfältet på den s.k. Smibacken, dels av bebyggelsen öster om densamma där huvudbyggnaden från 1800-talet omges av två parstugor från 1700-talet. En visthusbod byggd 1785, en arbetarbostad, magasin, ladugård samt ytterligare uthus ingår i den välbevarade bebyggelsen.